# Глътъчна съгласна
Глъ̀тъчната съгласна (или фарингална) представлява вид съгласен звук на речта, който се създава предимно от глътката (гълтача) лат.: pharynx в човешкото гърло. Някои езиковеди разграничават два вида подобни звукове:
- „горните“ (носо-глътъчни) глътъчни съгласни, произнасяни чрез издърпване най-задната част (корена) на езика към горната (pars nasalis) или към средната (pars oralis) част на гръкляна (ларинкса);
- и „долни“ (гръкляно-глътъчни), които се учленяват чрез поставяне на гънките plicae aryepiglotticae от долната част на гълтача (pars laryngea) срещу надгръклянника (като при образуване на последните, езикът почти не участва).

При доста други звукове е налице и т.нар. фарингализация, което представлява допълнително съучленение.
Международната фонетична азбука (МФА) определя следните строго глътъчни съгласни звукове:
| МФА | Описание                               | Пример   | Пример  | Пример             |
| МФА | Описание                               | Правопис | МФА     | Превод             |
| --- | -------------------------------------- | -------- | ------- | ------------------ |
| ʕ   | звучна глътъчна проходна съгласна      | caadi    | [ʕaːdi] | нормален (агулски) |
| ʕ̞   | звучна глътъчна приблизителна съгласна | ravn     | [ʕ̞ɑʊ̯ˀn] | гарван (датски)    |
| ħ   | беззвучна глътъчна проходна съгласна   | xood     | [ħoːd]  | бастун (агулски)   |

- Звукоучленяването на глътъчни преградни съгласни се смята за невъзможно.

Въпреки че се разглеждат като проходни съгласни, подобни на [ʕ] звукове обикновено биват приблизителни. Самият знак е двусмислен, тъй като не съществува език със строго разграничени нарочни проходни и приблизителни учленения на въпросния звук. Понякога начинът на учленение се отбелязва с диакритическия знак за пониженост [ʕ̞].
Глътъчните съгласни звукове обичайно се срещат в три географски пояса:
- Северна Африка и Близкия изток (из семитските, берберските и кушитските езици);
- Кавказ (из североизточните и северозападните кавказки езици);
- Британска Колумбия (из салишките и вакашките езици).

Намират се, макар и по-рядко, и на други места, като например в таманския език. Във финския език има слабо изразена проходна съгласна като рефлекс на /h/ след гласните /ɑ/ и /æ/ в края на сричката ([tæħti]).